# Meadow Park
Meadow Park – stadion piłkarski w Borehamwood niedaleko Londynu, w Anglii. Może pomieścić 4502 widzów. Swoje spotkania rozgrywają na nim piłkarze Boreham Wood F.C., a także piłkarki kobiecego klubu Arsenal Ladies.